# Boulder City
Boulder City és una població dels Estats Units a l'estat de Nevada. Segons el cens del 2008 tenia 16.840 habitants.

## Demografia
Segons el cens del 2000, Boulder City tenia 14.966 habitants, 6.385 habitatges, i 4.277 famílies La densitat de població era de 28,53 habitants per km².
Dels 6.385 habitatges en un 23,6% hi vivien nens de menys de 18 anys, en un 55,8% hi vivien parelles casades, en un 7,4% dones solteres, i en un 33,0% no eren unitats familiars. En el 27,6% dels habitatges hi vivien persones soles, el 13,1% de les quals corresponia a persones de 65 anys o més. El nombre mitjà de persones vivint en cada habitatge era de 2,30 i el nombre mitjà de persones que vivien en cada família era de 2,79.
Per edats la població es repartia de la següent manera: un 20,4% tenia menys de 18 anys, un 5,3% entre 18 i 24, un 21,3% entre 25 i 44, un 29,3% de 45 a 64 i un 23,7% 65 anys o més.
L'edat mitjana era de 47,0 anys. Per cada 100 dones hi havia 97,83 homes. Per cada 100 dones de 18 o més anys hi havia 95,99 homes.
La renda mitjana per habitatge era de 50.523$ i la renda mitjana per família de 60.641$. Els homes tenien una renda mitjana de 42.041$ mentre que les dones 30.385$. La renda per capita de la població era de 29.770$. Aproximadament el 4,7% de les famílies i el 6,7% de la població estaven per davall del llindar de pobresa.

## Poblacions més properes
El següent diagrama mostra les poblacions més properes.